# Jim Garrison
Jim Garrison, właśc. Earling Carothers Garrison (ur. 20 listopada 1921, zm. 21 października 1992) – amerykański polityk i prawnik członek Partii Demokratycznej, prokurator okręgowy Nowego Orleanu w okresie 1962–1973.
Znany ze śledztwa w sprawie zabójstwa prezydenta Johna F. Kennedy’ego.
Garrison pozostaje osobą kontrowersyjną. Opinie różnią się na temat tego, czy odkrył spisek na życie Kennedy’ego, ale jego działania zostały zablokowane przez rząd federalny, gdy miał szansę odkryć prawdę, czy też całe śledztwo było po prostu bezproduktywnym marnowaniem środków publicznych.

## Życiorys
Earling Carothers Garrison urodził się w Denison, Hrabstwie Crawford w stanie Iowa. Przeprowadził się w dzieciństwie do Nowego Orleanu, gdzie wychowywała go jego samotna matka. Podczas II wojny światowej służył w Gwardii Narodowej Stanów Zjednoczonych. Po wojnie studiował prawo na Tulane University. Pracował dla FBI przez dwa lata, następnie wrócił do służby w Gwardii Narodowej.
Po piętnastu miesiącach, jeden z wojskowych lekarzy zdiagnozował psychonerwicę (dawna nazwa; używana najczęściej jako synonim nerwic), która mogła „zakłócać jego zdolności społeczne i zawodowe do tego stopnia, że niemożliwe jest pełnienie przez niego służby wojskowej”. Jak się okazało, Garrison cierpiał na nerwicę, która była prawdopodobnie skutkiem 35 niebezpiecznych lotniczych misji rozpoznawczych nad Francją i Niemcami, przeprowadzonych w czasie II wojny światowej. Garrison był również świadkiem Holocaustu, gdy jego jednostka znalazła się w obozie koncentracyjnym Dachau dzień po jego wyzwoleniu. Chociaż jeden z lekarzy rekomendował, by zwolnić Garrisona ze służby oraz przyznać mu 10% rentę, Garrison nie chciał o tym słyszeć. Zamiast tego zgłosił się do Gwardii Narodowej, gdzie jego akta zostały zweryfikowane przez chirurga i został „uznany za fizycznie zdolnego do służby w narodowych siłach zbrojnych”.

### Kariera prawnicza
Garrison pracował dla nowoorleańskiej kancelarii prawniczej Deutsch, Kerrigan & Stiles od 1954 do 1958 roku. Stał się dobrze znaną postacią w Nowym Orleanie, ale popularność nie pomogła mu wygrać wyborów na sędziego w 1959 roku. W roku 1961 został prokuratorem okręgowym, wygrywając wybory z przewagą 6 tys. głosów nad konkurentem, Richardem Dowlingiem. Pomimo braku poważnego poparcia politycznego, jego charyzma podczas telewizyjnej debaty przyczyniła się w dużej mierze do jego zwycięstwa.
Na stanowisku prokuratora, zaczął zwalczać prostytucję oraz kluby ze striptizem na Bourbon Street. Oskarżył jednego ze swoich asystentów o malwersacje, jednak zarzuty zostały oddalone z powodu braku dowodów. Garrison nie składał apelacji.
Garrison zwrócił uwagę opinii publicznej szeregiem nalotów na French Quarter, często w porze nocnej. Gazety w 1962 roku chwaliły wysiłki Garrisona. Krytycy zwracają uwagę, że wiele aresztowań było dokonywanych w wyniku przeczucia, co oznacza, że mógł być to nawyk aresztowań bez dowodów.
Po konflikcie dotyczącym budżetu biura, Garrison oskarżył lokalnych sędziów o gangsterstwo i konspirowanie przeciwko niemu. Ośmiu sędziów wniosło sprawę o zniesławienie; Garrison został uznany za winnego i skazany w styczniu 1963 roku (w 1965 roku, Sąd Najwyższy zakwestionował stanowy statut jako niekonstytucyjny). W tym samym czasie, Garrison oskarżył sędziego Bernarda Cocke’a o malwersacje. Po dwóch procesach wytoczonych przez Garrisona, Cocke został uniewinniony.
Garrison oskarżył również dziewięciu policjantów o brutalność, jednak dwa tygodnie później wycofał zarzuty. Podobnie na konferencji prasowej oskarżył policję stanową o przyjmowanie łapówek. Jednak z braku dowodów nie mógł ich postawić w stan oskarżenia.
W 1965 roku uzyskał reelekcję, otrzymując 60 procent głosów; jego kontrkandydatem był sędzia Malcolm O’Hara.

### Śledztwo nad zamachem na Kennedy’ego
Jim Garrison rozpoczął dochodzenie w sprawie zabójstwa prezydenta Kennedy’ego na jesieni 1966 roku, po otrzymaniu wskazówki od Jacka Martina, że pewien człowiek, David Ferrie mógł brać udział w zamachu. W rezultacie dochodzenia, Garrison aresztował i doprowadził do procesu nowoorelańskiego biznesmena – Claya Shawa. Kluczowym świadkiem oskarżenia był Perry Russo, dwudziestopięcioletni agent ubezpieczeniowy z Baton Rouge, w stanie Luizjana. Podczas procesu, Russo zeznał, że brał udział w „zabójczej imprezie” w mieszkaniu Davida Ferrie, gdzie Shaw, Ferrie i Oswald dyskutowali o zabójstwie Kennedy’ego. Wersja Russo została zakwestionowana przez niektórych historyków i badaczy, takich jak Patricia Lambert, gdy okazało się, że część jego zeznań została spisana podczas hipnozy, czy pod wpływem pentotalu sodu (pot.”serum prawdy”).
Wcześniejsza wersja zeznań Russo, zanim został poddany hipnozie i narkotyzacji, nic nie wspominała „zabójczej imprezie”, a do dwóch spotkań z Clayem Shawem miało dojść okazjonalnie, a nie na żadnej „imprezie”.
Jednak Jim Garrison w swojej książce On the Trail of the Assassins, twierdzi że Russo wspominał o imprezie u Davida Ferrie przed podaniem „serum”.
Ława przysięgłych nie znalazła wystarczających dowodów do skazania Shawa, został oczyszczony z zarzutów.

### Następstwa
Garrison wymógł na magazynie „Life” przekazanie filmu Zaprudera oraz pokazał go po raz pierwszy publicznie. Do czasu procesu film był rzadko pokazywany publicznie, a jego pirackie kopie wykonane przez współpracowników Garrisona doprowadziły do jego szerszej dystrybucji.
W 1978 roku, House Select Committee on Assassinations stwierdziła, że Lee Harvey Oswald działał w nowoorleańskim Cywilnym Patrolu Lotniczym (CAP), w tym samym czasie co Dawid Ferrie. Komitet dotarł do sześciu świadków, którzy potwierdzili że Oswald był obecny na posiedzeniach CAP, kierowanego przez Davida Ferrie.
W 1993 roku, telewizja PBS zdobyła grupową fotografię, zrobioną osiem lat przed zamachem, na której widnieje Oswald i Ferrie wraz z innymi kadetami CAP. Ferrie przed swoją śmiercią zaprzeczył by kiedykolwiek widział na oczy Oswalda czy Shawa, pomimo kilku świadków, którzy twierdzili, że widzieli ich we trójkę w 1963 roku.
Edward Haggerty, sędzia w procesie Claya Shawa, w wywiadzie udzielonym 1992 roku powiedział: „Wierzę, że on [Shaw] okłamywał ławę przysięgłych. Naturalnie przysięgli prawdopodobnie uwierzyli mu”.

## Późniejsza kariera
W 1973 roku, Garrison został oskarżony o przyjmowanie łapówek zapewniających ochronę nad nielegalnymi operacjami w automatach do gier. Pershing Gervais, były główny śledczy, zeznał, że Garrison otrzymywał około 3000 dolarów co dwa miesiące przez okres dziewięciu lat. Garrison nazwał zarzuty bezpodstawnymi, broniąc się, zarzucał, że część skorumpowanego rządu USA stara się go zniszczyć, ponieważ starał się wyjaśnić zamach na Kennedy’ego. Przysięgli uniewinnili Garrisona. W 1973 roku, Garrison został pokonany w wyborach przez Harry’go Connicka Sr. W 1978 roku został wybrany sędzią Okręgowego Sądu Apelacyjnego i pozostał nim aż do śmierci.
Po procesie Shaw, Garrison napisał trzy książki o zabójstwie Kennedy’ego: A Heritage of Stone (1970), The Star Spangled Contract oraz bestseller On The Trail of The Assassins (1988).
W 1991 roku Oliver Stone nakręcił film JFK, oparty w dużej mierze na książce On The Trail of The Assassins oraz Crossfire: The Plot That Killed Kennedy Jima Marrsa. Kevin Costner w filmie odegrał fikcyjną wersję osoby Garrisona. On sam miał małą i ironiczną rolę w filmie, przewodniczącego Sądu Najwyższego USA, sędziego Earla Warrena.